# نبرد در کروگر
نبرد در کروگر (انگلیسی: Battle at Kruger) یک ویدیوی هشت دقیقه ای آماتور از حیات وحش است که رویارویی بین یک گله از گاومیش آفریقایی، یک گروه کوچک از شیر (گربه‌سان)ها از یک پراید و دو تمساح را به تصویر می‌کشد. این ویدیو در سپتامبر ۲۰۰۴ در حفره آبی سد حمل و نقل در پارک ملی کروگر، آفریقای جنوبی فیلمبرداری شد، طی یک وحش‌گشت توسط فرانک واتس هدایت شد. این فیلم توسط فیلمبردار دیوید بودزینسکی و عکاس جیسون شلسبرگ فیلمبرداری شده‌است.
از زمان ارسال در یوتیوب در ۳ مه ۲۰۰۷، «نبرد در کروگر» تا سال ۲۰۲۳ بیش از ۹۰ میلیون بازدید داشته‌است و تبدیل به یک حس ویدئوی همه‌بین شده‌است. این فیلم به دلیل نمایش دراماتیک حیات وحش در آفریقا گرم‌دشت مورد تحسین قرار گرفت. از آن زمان به یکی از محبوب‌ترین ویدیوهای طبیعت یوتیوب تبدیل شده‌است و برنده بهترین ویدیوی شاهد عینی در دومین جوایز سالانه ویدیوی یوتیوب شده‌است. این ویدیو همچنین موضوع مقاله ای در شماره ۲۵ ژوئن ۲۰۰۷ مجله تایم و در قسمت اول ای‌بی‌سی نیوز i-Caught، که در ۷ اوت ۲۰۰۷ پخش شد، به نمایش گذاشته شد. یک مستند انجمن نشنال جئوگرافیک در مورد این ویدئو اولین بار در شبکه نشنال جئوگرافیک در ۱۱ مه ۲۰۰۸ پخش شد.

## پس زمینه
برگرفته از یک وسیله نقلیه بیننده بازی کوچک در طرف مقابل آبخوری با دوربین ویدئویی دیجیتال،ویدیو با نزدیک شدن گله گاومیش‌های آفریقایی به آب آغاز می‌شود، غافل از اینکه گروه کوچکی از شیرزنان در نزدیکی آن دراز کشیده‌اند. مشخص نیست که شیرها ابتدا حمله کنند یا گاومیش سربی مبهوت شود و بدود و فرار کند، اما گاومیش فرار می‌کند و شیرها گله را پراکنده می‌کنند، شیری یک گوساله گاومیش را برمی‌دارد و هر دو در آب می‌افتند. در حالی که شیرها سعی می‌کنند گوساله گاومیش را از آب بیرون بکشند، گوساله توسط دو تمساح نیل گرفته می‌شود که قبل از تسلیم شدن برای از دست دادن گوساله در مدت کوتاهی به صورت طناب‌کشی با شیر می‌جنگند و در آخر آن را به شیرها واگذار می‌کند. سپس شیرها دراز می‌کشند و برای ضیافت آماده می‌شوند، اما گله گاومیش‌ها که کاملاً جمع شده‌اند نزدیک می‌شوند و شیرها را احاطه می‌کنند. یکی از گاومیش‌ها نبرد را با کشیدن شیر و تعقیب کردن شیر آغاز می‌کند، و سپس گاومیش دومی شروع می‌کند و یکی دیگر از شیرها را قبل از فرار و تعقیب به هوا پرتاب می‌کند. در حالی که شیرهای باقی مانده از درگیری اولیه ترسیده‌اند، گوساله گاومیش که هنوز زنده است از مهار شیرها رهایی یافته و به سمت گله می‌گریزد. سپس گاومیش‌ها با تهاجمی اقدام به پراکنده کردن و دور کردن شیرهای باقی مانده می‌کنند.